# Стольберг, Феликс Владимирович
Феликс Владимирович Стольберг (2 ноября 1938, Харьков, УССР — 9 апреля 2020) — советский учёный, специалист в области фитотехнологии, действительный член Украинской академии экологических наук (1993 г.), лауреат Государственной премии Украины в области науки и техники (1995 г.), доктор технических наук (1988 г.), заведующий лабораторией инженерной экологии водных объектов в Украинском центре экологических проблем (1961—1992 гг.), заведующий кафедрой инженерной экологии городов Харьковского национального университета городского хозяйства имени А. Н. Бекетова (с 1992 г.), эксперт ООН по водным ресурсам — проект UNEP — GIWA (2001—2004 гг.), национальный эксперт Украины по Чёрному морю — проект BSERP/GEF (2003 г.), эксперт TACIS (2004—2006 гг.), член Научного Совета МОН (2013—2016 гг.), член научно-методической комиссии МОН(2012—2015 г.).

## Биография
Родился Феликс Владимирович 2 ноября 1938 года в городе Харькове, Украинской ССР. Отец, Стольберг Владимир Павлович (1911 г. р.), — инженер-строитель, начальник строительного управления (Донбасс, г. Харьков); мать, Палей Мария Наумовна (1910 г. р.), — инженер-строитель проектного института строительного профиля. Феликс Владимирович учился в школе № 36 г. Харькова.
1955—1960 гг. — окончил Харьковский инженерно-строительный институт (сейчас — Харьковский национальный университет строительства и архитектуры), получив квалификацию инженер-строитель;
1960—1961 гг. — работал исполнителем работ, начальником участка в жилищном строительстве в г. Акмолинске (Казахстан);
1961—1992 гг. — работает младшим, старшим научным сотрудником, заведующим лабораторией инженерной экологии водных объектов в Украинском научно-исследовательском институте экологических проблем;
1967 г. — защитил диссертацию по теме «Теоретические и экспериментальные исследования напряжённого состояния подводного массива зданий ГЭС с горизонтальным расположением агрегатов» и получил учёную степень кандидата технических наук ;
1980—2016 гг. — разработана и внедряется на Украине и за рубежом новая малозатратная фитотехнология очистки сточных вод и экологического восстановления малых рек «Биоплато»;
1988 г. — защитил диссертацию по теме «Управление качеством воды в искусственных водотоках и водоводах» и получил учёную степень доктора технических наук;
1990—2016 гг. — выступает в качестве научного координатора или руководителя украинских разделов более двух десятков международных проектов по программам Евросоюза;
1992 г. — начал работать заведующим кафедрой инженерной экологии городов в Харьковском институте инженеров городского хозяйства (сейчас — Харьковский национальный университет городского хозяйства имени А. Н. Бекетова), где работает и сегодня;
1993 г. — действительный член Украинской академии экологических наук;
1995 г. — за цикл работ по управлению качеством воды в водных объектах присуждена Государственная премия Украины в области науки и техники;
1998 г. — награждён дипломом «Отличник образования Украины»;
2001—2004 гг. — эксперт ООН по водным ресурсам — проект UNEP-GIWA;
2003 г. — национальный эксперт Украины по Чёрному морю — проект BSERP/GEF;2004-2006 гг. — эксперт TACIS — проект BSIF;
2013—2016 гг. — член Научного Совета МОН по направлению 9 «Экология и охрана окружающей среды»;
2013 г. — глава группы-руководитель разработки двух отраслевых стандартов специальности «Экологическая безопасность» и двух отраслевых стандартов по средствам диагностики качества высшего образования для образовательно-квалификационных уровней магистра и специалиста;
2014—2015 гг. — выполнен проект МОН Украины, посвящённый альтернативным источникам энергии;
2015—2016 гг. — работает над проектом МОН Украины, посвящённым изучению физических влияний на экосистему городов.

## Научная деятельность
Научные интересы Феликса Владимировича относятся к инженерной экологии. В этой области он выполнил 24 проекта. Совместно с коллегами из Германии, Нидерландов, Финляндии, Швеции и Эстонии разработал новый тип очистных сооружений для малых населённых пунктов, небольших предприятий, отдельных коттеджей, расположенных в сельской местности, основанный на использовании экосистемных механизмов природных водных объектов. Основная идея предложенной технологии, которая на Украине получила название «Биоплато», заключается в фильтрации сточных вод через заросли высшей водной растительности: различные примеси, в частности азот и фосфор, которыми богаты сточные воды городов и поверхностный сток селитебной территории, выступают в качестве питательных веществ для высших водных растений (макрофитов) — камыша, рогоза, тростника и др. Кроме этого, в экосистемах «Биоплато» проходят процессы деструкции органических веществ, фенолов и др. Главное преимущество этой технологии — низкая стоимость, отсутствие потребности в электроэнергии, отсутствие необходимости хлорировать очищенную воду перед её сбросом в водный объект, простота строительства и почти полное отсутствие необходимости в содержании эксплуатационного персонала.
Феликс Владимирович также исследовал влияние современных строительных и отделочных материалов на экологическое состояние жилых домов и офисных помещений.
Также в последние годы (2014—2016 гг.) были выполнены проекты МОН Украины по изучению альтернативных источников энергии, физического воздействия на экосистему городов и др.

## Педагогическая деятельность
Феликс Владимирович Стольберг создал первую на Украине кафедру инженерной экологии городов, которая с 1990 года начала подготовку экологов, нацеленных на изучение проблем экологии городов и ориентированных на решение практических экологических задач народного хозяйства. Кафедра получила широкое признание среди технических университетов Украины, которые проводят обучение бакалавров и магистров по специальности «Экология и охрана окружающей среды» и магистров по специальности «Экологическая безопасность».
Феликс Владимирович подготовил 14 кандидатов наук, проводит подготовку 2-х соискателей учёного звания доктора наук. Его ученики успешно работают в университетах, учреждениях, частных фирмах, на предприятиях Украины и других стран. Также работают в экологических службах территориальных органов Министерства охраны окружающей среды и региональных администрациях.
В 2013 году Феликс Владимирович Стольберг возглавил разработку двух отраслевых стандартов специальности «Экологическая безопасность» для образовательно-квалификационных уровней магистра и специалиста, двух отраслевых стандартов по средствам диагностики высшего образования по специальности «Экологическая безопасность» для образовательно-квалификационных уровней магистра и специалиста. За добросовестный труд Феликс Владимирович награждён многими почётными грамотами, дипломом «Отличник образования Украины» (1998 г.).

## Международная деятельность
В рамках проекта ООН (UNEP) по глобальной оценке международных вод — GIWA (2001—2004 гг.) осуществлена широкомасштабная комплексная оценка международных вод в разных регионах планеты. Благодаря Феликсу Владимировичу кафедра инженерной экологии городов была определена координатором проекта для Чёрного, Каспийского и Аральского морей. Исследованы основные проблемы трансграничных вод, их экологические и социально-экономические проблемы. Определены пробелы в знаниях, препятствующие устойчивому управлению международными водами. С 1990 по 2016 гг. в качестве научного координатора или руководителя украинских разделов проектов Ф. В. Стольбергом было выполнено более двух десятков международных проектов по программам Европейского Союза: INCO-COPERNICUS, TEMPUS-TACIS, США — программы IREX, Австрии — программы IMPULCE, Финляндии — Baltic Sea Program. Он также являлся экспертом Украины по Чёрному морю в проекте BSERP/GEF, эксперт TACIS — проект BSIF.
Значительный вклад в развитие кафедры внёс Феликс Владимирович, участвуя в реализации международных образовательных проектов по программе ЕС TEMPUS: «Экономика природопользования», «Окружающая среда и энергетика», «Высшее образование и рынок труда в экологии и охране окружающей среды», «Внедрение моделей экологически устойчивого бизнеса в Украине». Результатом этих проектов стали: разработка международных учебных планов; подготовка и издание международных учебников и учебных пособий на украинском, русском, английском языках; создание консультативного центра «Экообразование»; оснащение современным оборудованием компьютерных классов и лабораторий; зарубежные стажировки преподавателей кафедры, сотрудников и студентов.

## Досуг
Феликс Владимирович Стольберг имел интересное хобби — со студенческих лет коллекционировал модели автомобилей. Его коллекция насчитывала почти четыре сотни точных миниатюрных копий реального автомобиля в масштабе.

## Публикации
Феликс Владимирович Стольберг — автор и соавтор более 110 научных трудов, а именно:
- 2 учебников;
- 9 учебных пособий;
- 12 конспектов лекций и методических указаний;
- 7 монографий;
- более 70 научных статей и тезисов докладов;
- 13 изобретений.

Учебники и учебные пособия Феликса Владимировича нашли своё широкое применение в высших учебных заведениях Украины.
Индекс цитирования по шкале Research Gate — 10,51; индекс Гирша по шкале SCOPUS, Web of Science — 2,0.